# Korejské státní dráhy
Korejské státní dráhy (korejsky 조선민주주의인민공화국 철도성 – Čosŏn mindžudžuŭi inmin konghwaguk čchŏldosŏng) jsou státní železniční společnost v Severní Koreji, kde spadají pod ministerstvo železnic. Jejich hlavní sídlo je na nádraží Pchjongjang v čtvrti Čunggujŏk hlavního severokorejského města, Pchjongjangu.
Po konci druhé světové války se správy severní části Korey ujal Sovětský svaz, který také řídil chod železnic na tomto území. Korejské státní dráhy byly následně založeny v září 1948.
Kromě samotné dopravy provozují Korejské státní dráhy mj. Pchjongjangskou železniční univerzitu a Pchjongjangské železniční muzeum.